# Itamarati de Minas
Pour les articles homonymes, voir Itamarati.
Itamarati de Minas est une ville brésilienne du sud-est de l'État de Minas Gerais.